# Rymosia matilei
Rymosia matilei är en tvåvingeart som beskrevs av Burghele 1972. Rymosia matilei ingår i släktet Rymosia och familjen svampmyggor. Inga underarter finns listade i Catalogue of Life.